# Laetesia aucklandensis
Laetesia aucklandensis är en spindelart som först beskrevs av Forster 1964.  Laetesia aucklandensis ingår i släktet Laetesia och familjen täckvävarspindlar. Inga underarter finns listade i Catalogue of Life.